# Edvin Marton
Edvin Marton, pseudonimo di Csűry Lajos Edvin (Tiszaújlak, 17 febbraio 1974), è un compositore e violinista ungherese.

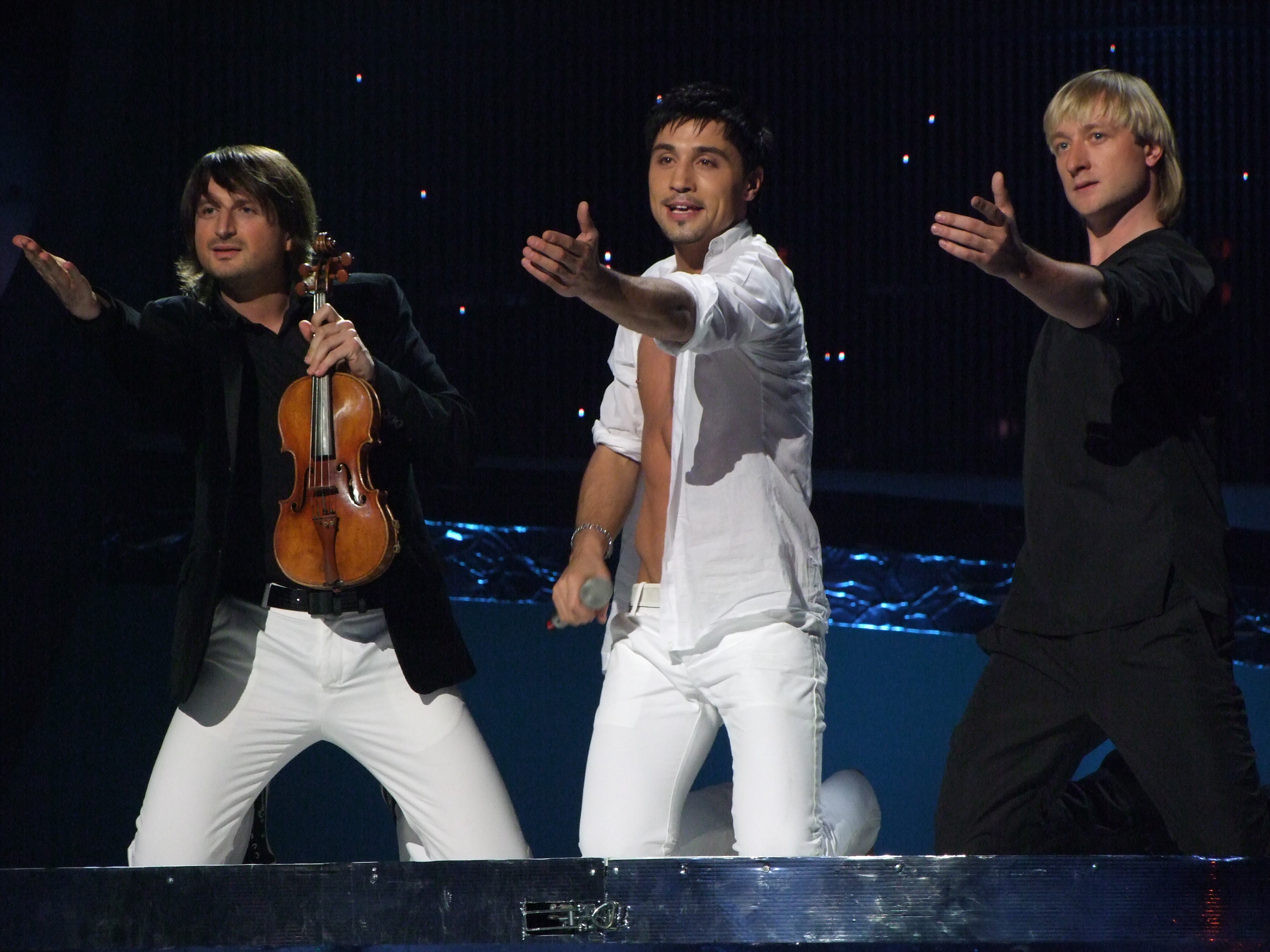
Edvin Marton, sulla sinistra, all'Eurovision Song Contest 2008 con Dima Bilan ed Evgenij Pljuščenko

Marton è diventato famoso come il violinista dei pattinatori sul ghiaccio, soprattutto perché Evgenij Pljuščenko, Stéphane Lambiel, Yuzuru Hanyū (in omaggio a Pljuščenko) e altri famosi pattinatori spesso usano le sue composizioni per accompagnare le proprie esibizioni.

## Biografia
Edvin Marton nasce in un'area dell'Ucraina largamente abitata da popolazione ungherese. Nato in una famiglia di musicisti, a soli cinque anni stava già imparando a suonare il violino dai suoi genitori. All'età di 8 anni fu accettato alla Central Tchaikowsky Music School di Mosca: l'"alma mater" per i musicisti più talentuosi dell'Unione Sovietica. Ha continuato così i suoi studi con Eugenia Tchougaeva. Ha tenuto il suo primo importante concerto a dodici anni, con l'Orchestra Sinfonica di Mosca. A diciassette anni è diventato uno studente dell'Accademia della Musica Liszt Ferenc a Budapest, nella classe di Géza Kapás. È stato così inserito nella classe di studi seguita da Ruggiero Ricci, dove ha vinto il premio come migliore partecipante, e sempre invitato da Ruggiero Ricci, è stato il vincitore del Grant Prixe of the International Course Competition a Berlino. Dal 1993 è stato il "giovane solista" per il National Philharmonic Concert Agency in Ungheria. Ha così suonato con quasi tutte le più importanti orchestre Ungheresi e tenuto concerti in Austria, Italia, Germania e Svizzera. Nel maggio del 1994 Dorothy Delay, famosa a livello internazionale, l'ha invitato all'Aspen Music Festival in Colorado dove ha tenuto un concerto con Rohan de Silva. A New York ha vinto un concorso studentesco ed è stato ammesso alla classe di Dorothy Delay alla Juilliard School di Musica.
I suoi studi alla Juilliard School di Musica portarono dei cambiamenti nel suo stile musicale. Qui, in uno degli ambienti più rispettati della musica classica, la sua carriera musicale giunse a quello che può essere chiamato un crocevia. Infatti nei suoi primi vent'anni, Marton ha viaggiato in più di trenta stati, e suonato in importanti sale d'opera come la Berliner Philharmonie e Vienna's Koncerthaus. Ma Marton voleva cambiare il suo stile. Dopo il diploma musica nella scuola Juillard il talentuoso, gioviale Lajos sparì, e tornò lo snello Edvin Marton.
Marton è sempre stato più interessato a suonare la musica da lui composta piuttosto che opere altrui, e ciò non perché non volesse suonare le composizioni dei grandi della storia della musica, ma semplicemente perché considerava più eccitante cimentarsi con l'esecuzione dei suoi lavori, dai suoni più elettronici ma più adatti al XXI secolo.
Nel 1996 partecipò ad una competizione Mondiale in Canada, a cui parteciparono oltre 350 violinisti.
La vittoria in questa competizione consentì a Marton di ottenere la concessione per tutta la sua vita di suonare un violino Stradivari, posseduto da una banca Svizzera.

## Educazione
- 1983 Tchaikovsky Academy, Mosca
- 1991 Liszt Ferenc Academy of Music (Zeneakadémia), Budapest
- 1994 Juilliard School of Music a New York
- 1995 diplomato alla Music Academy a Vienna

## Premi
- 2006 Emmy Award winner
- 2008 Eurovision Song Contest — vince insieme a Dima Bilan con la canzone "Believe"

## Discografia
- 1996 - Sarasate

1. Eight Spanish Dances: Malagueña Op.21 No 1.
2. Habanera
3. Romanza andaluza
4. Jota Navarra
5. Playera
6. Zapateado
7. Spanish Dance
8. Spanish Dance
9. Caprice Basque: Moderato
10. Allegro moderato
11. Zigeunerweisen: Moderato. Lento
12. Un poco più lento
13. Allegro molto vivace
14. Concert Fantasy on Carmen: Introduction. Allegro moderato
15. Moderato
16. Lento assai
17. Alegro moderato
18. Moderato

- 2001 - Strings 'N' Beats

1. King Of The Forest
2. Miss You
3. Bitter Sweet Symphony
4. Una furtiva lagrima
5. Magic Stradivarius
6. Birdman /Romanian Folk Song
7. Secret Emotions
8. Fire Dance
9. Gloomy Sunday
10. First Date
11. Wind Of Spring
12. Panis Angelicus
13. Spaces Of Freedom
14. Sarabande
15. Art On Ice

- 2004 - Virtuoso

1. Gypsy Dance
2. Beethoven 5
3. Love Story
4. Hibi-Haba
5. Aura
6. Guitarra Latino
7. Romeo and Juliet
8. Irish
9. Hungarian Rhapsody
10. India
11. Virtuoso
12. Dark Angel
13. Oda of Joy
14. Carmina Burana

- 2006 - Stradivarius

1. Tosca Fantasy
2. Vivaldi Spring
3. Rio Carneval
4. Badinerie
5. Romeo and Juliet
6. Dramatico
7. My Love is Deep
8. Bellydance
9. Love in Venice
10. Tchaikovsky Remix
11. Ibiza
12. C'est la Vie- Instrumental Version
13. Ice Symphony
14. O Sole Mio
15. Crazy Violin
16. Hungarian Rhapsody No.6
17. Fireworks
18. Paganini
19. Bonus- C'est la Vie feat. Lou Bega

- 2010 Hollywood

1. Titanic
2. Tango Amore
3. Concierto de Aranjuez
4. Evita
5. Gladiator
6. Mask of Zorro
7. Batman
8. Zorba the Greek
9. Chopin
10. White Angel
11. Victory
12. Memory
13. Loving You
14. Feelings
15. Godfather